# Complexul de clădiri ale hanului urban din Orhei
Complexul de clădiri ale hanului urban este un complex arhitectural amplasat pe strada Miron Costin, 2 și 4, în municipiul Orhei, Republica Moldova. Este format din două clădiri, ridicate în a doua jumătate a sec. al XIX-lea. Este un monument de arhitectură de importanță națională, inclus în Registrul monumentelor ocrotite de stat din Republica Moldova cu denumirea „Complexul de clădiri ale hanului urban (clădirea fostului hotel și a unei case de locuit)”.
Imobilul de pe str. Miron Costin 4 a fost demolat în 2023.

Imagini din septembrie 2022
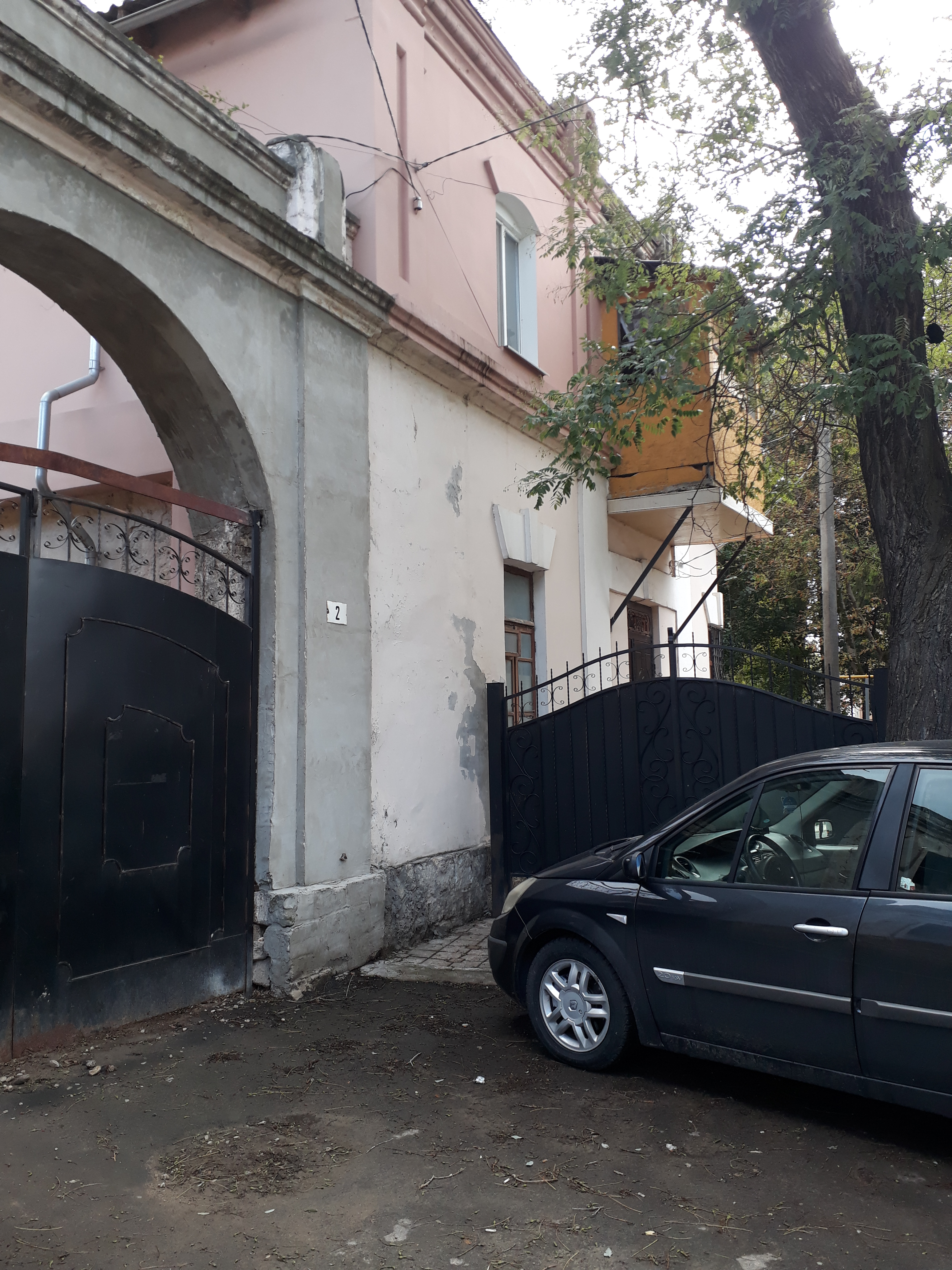
Clădirea de pe str. Miron Costin 2
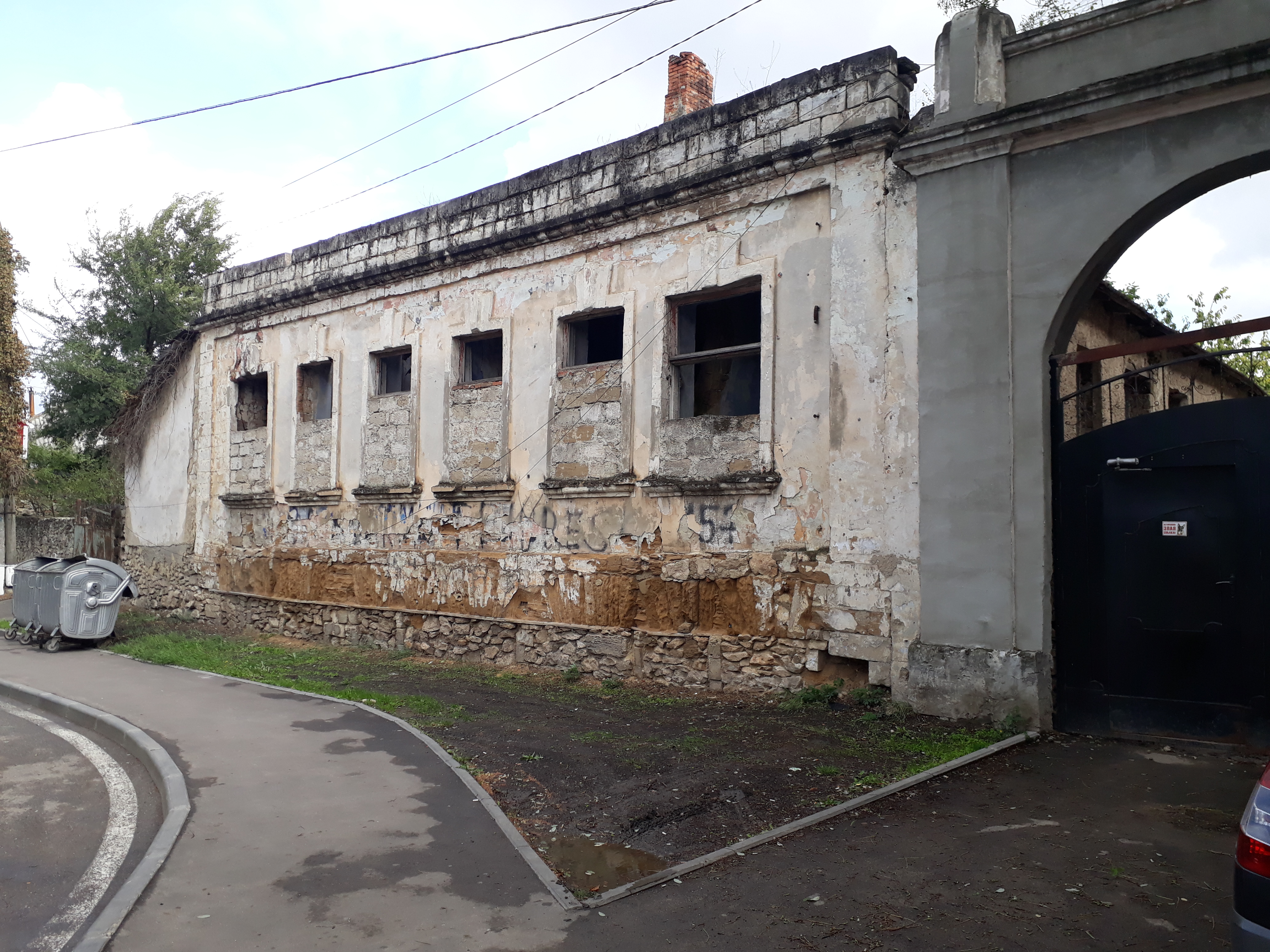
Clădirea de pe str. Miron Costin 4
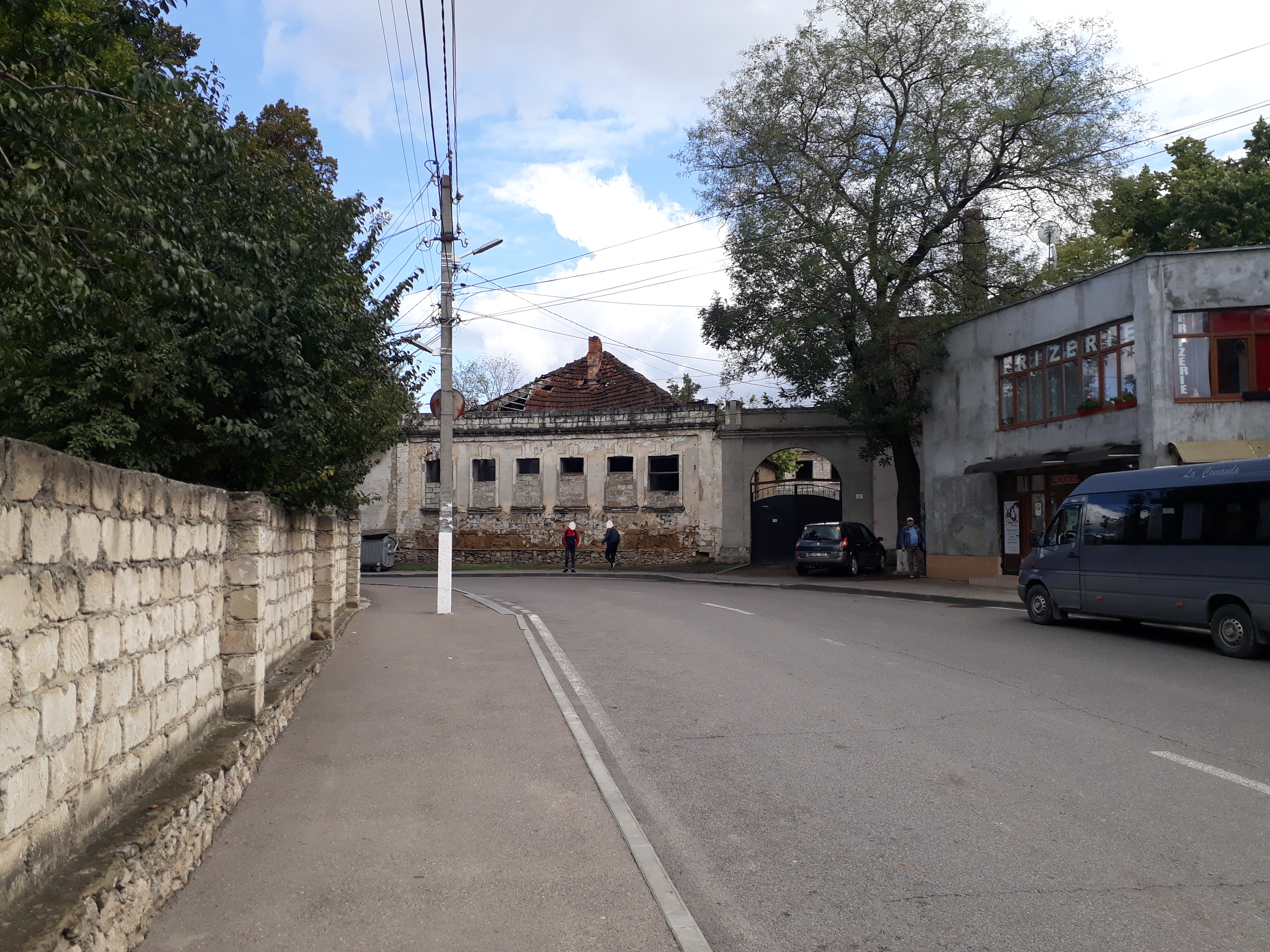
Clădirile văzute dinspre str. Vasile Lupu
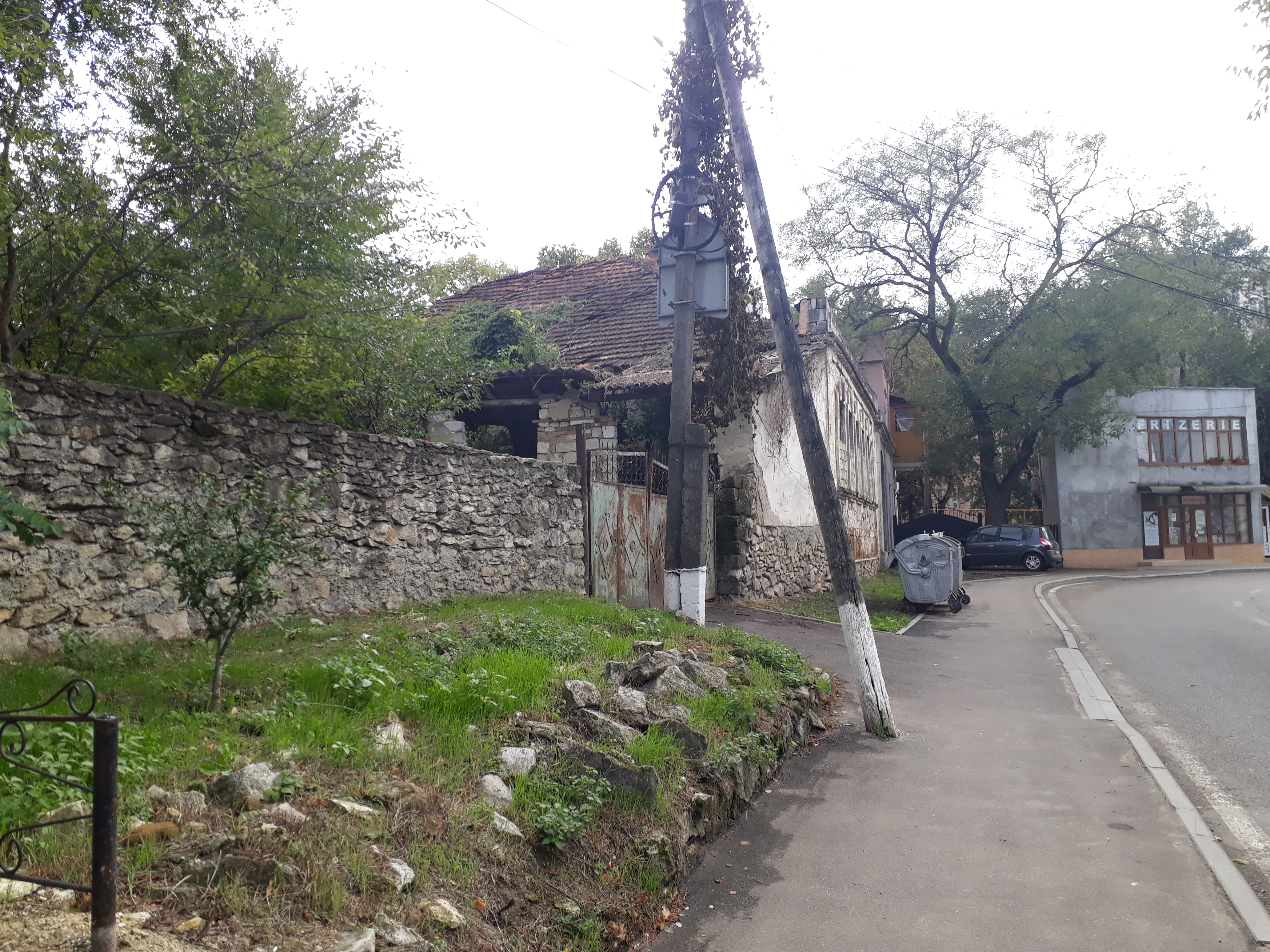
Dinspre nord-est, de-a lungul străzii Miron Costin
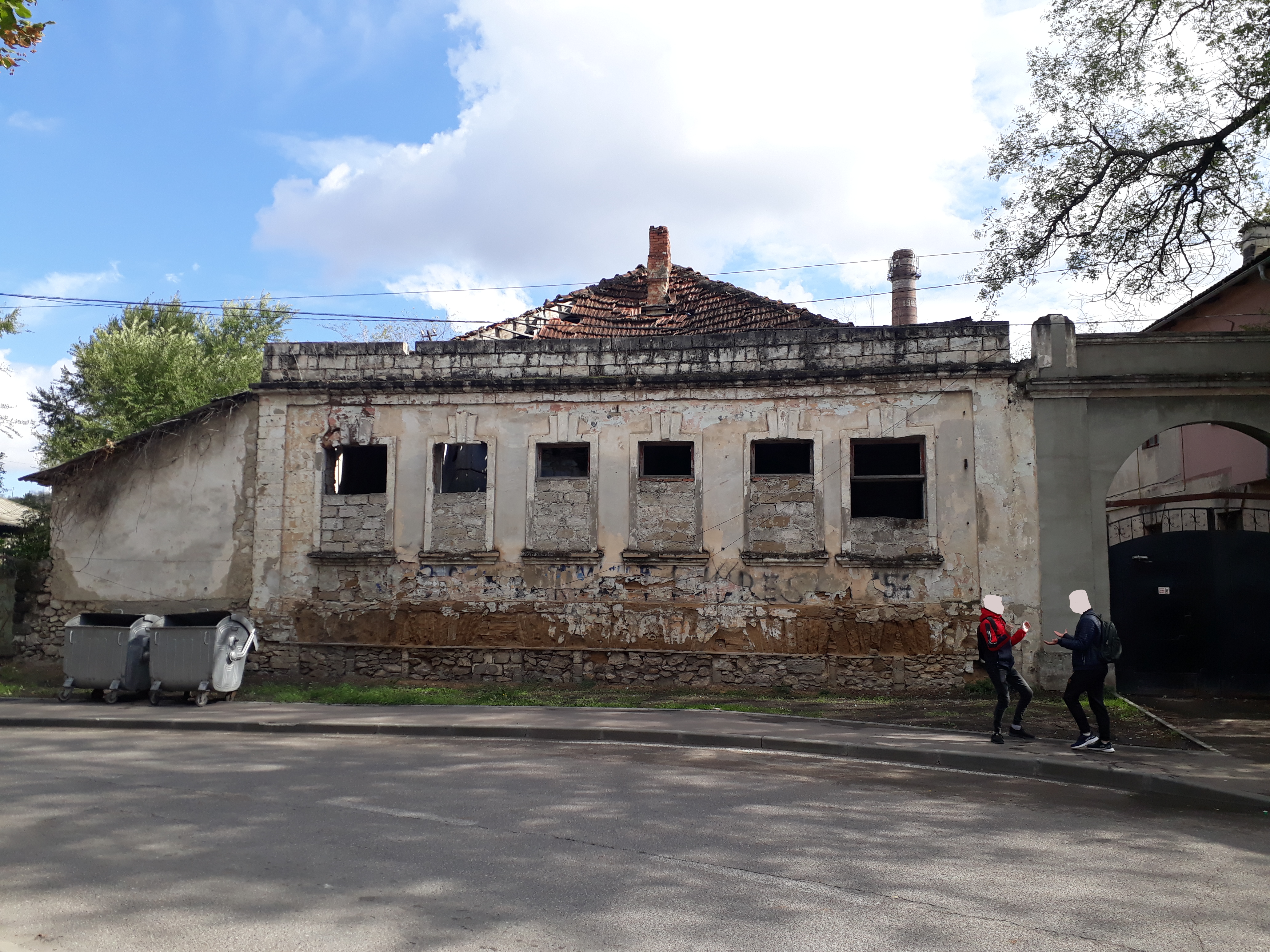
Prim-plan cu clădirea nr. 4